# K. Császár Ferenc
(Kolgyári) K. Császár Ferenc, teljes nevén: Császár Ferenc József (Budapest, 1879. május 4. – Budapest, 1955. október 20.) magyar építész.

## Élete
Szülei Császár Ferenc és Buda Kornélia. Elsősorban a két világháború között alkotott középületeket. Stílusára néhol a historizmus (korai műve), később a szecesszió és az art déco hatott.
1955-ben hunyt el 77 éves korában tüdőgümőkórban. A Farkasréti temetőben helyezték nyugalomra.
Felesége Fittler Margit, akivel 1907-ben kötött házasságot, s akitől egy leánya, K. Császár Margit született. Testvére Kuttner Kálmánné Császár Ilona volt.

## Ismert épületei
- 1909: Balaton utcai elemi iskola, Budapest, Pálffy u. (elpusztult)[5]
- 1913: Járásbíróság, Nagyatád[6]
- 1913–1914: Schoch–Hegedüs-villa, 1016 Budapest, Orom utca 4.[7]
- 1928–1929: Dandár utcai gyógyfürdő, Budapest, Dandár utca 5-7. (Maróthy Kálmánnal és Rimanóczy Gyulával közös munka)[8]
- 1931: Fegyintézeti Kórház, Vác[9]
- 1936–1937: Nagykanizsai Járásbíróság (egyben Városháza, Polgármesteri Hivatal),[10] 8800 Nagykanizsa, Erzsébet tér 7. (Hübner Tiborral közösen)[11]

### Tervben maradt épületek
- 1913: Igazságügyi palota, Nagykanizsa (I. díj) – az I. világháború megakadályozta a terv kivitelét[12]
- 1914: Törvényszék, Karánsebes (Mikle Károllyal közösen)[13]
- 1923: Néprajzi Múzeum, Budapest[14]
- 1941: Nádor-kert-lágymányosi stadion és a kiállítási terület, Budapest[15]

## Képtár

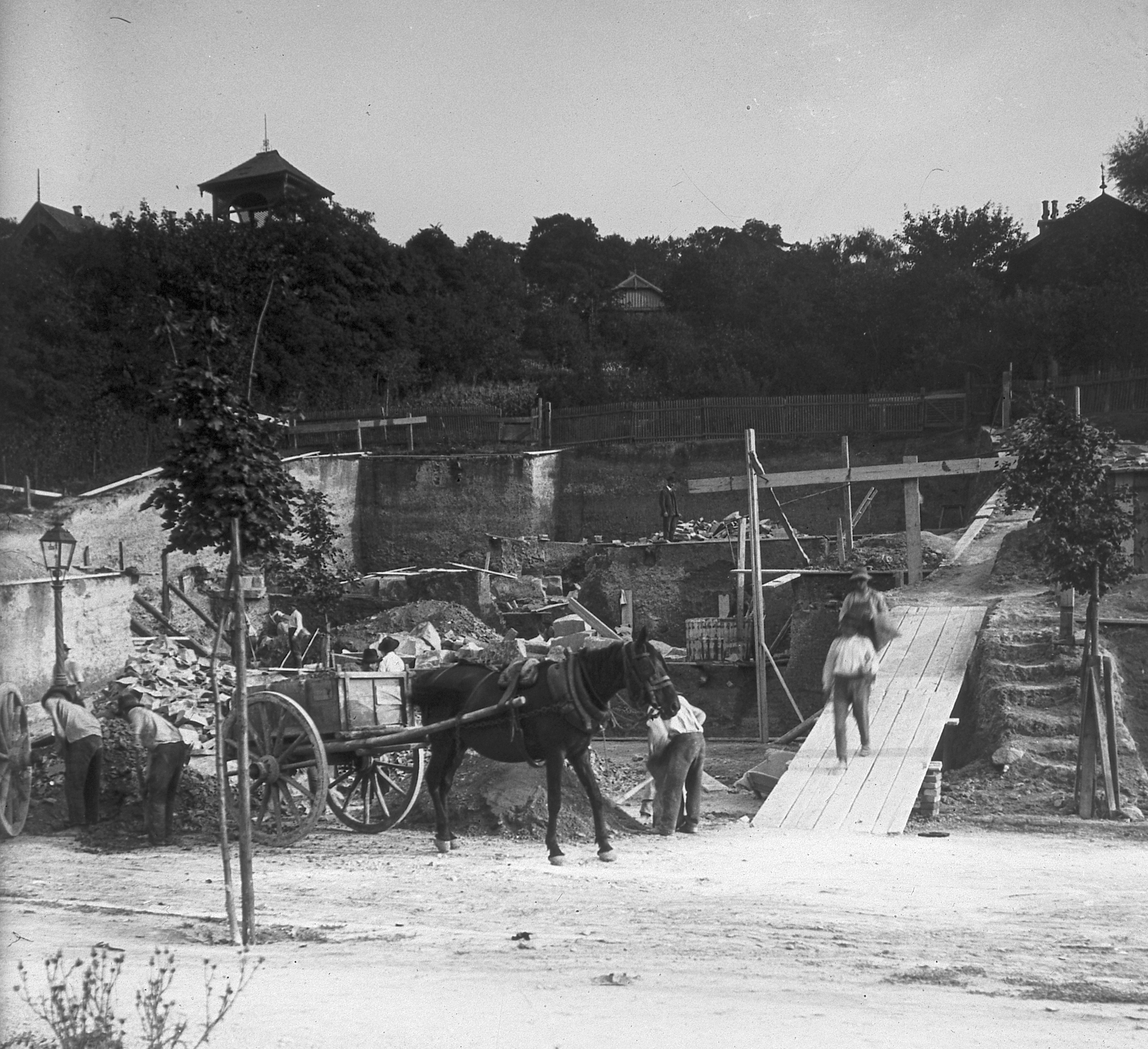
A Schoch–Hegedüs-villa építése (archív felvétel)
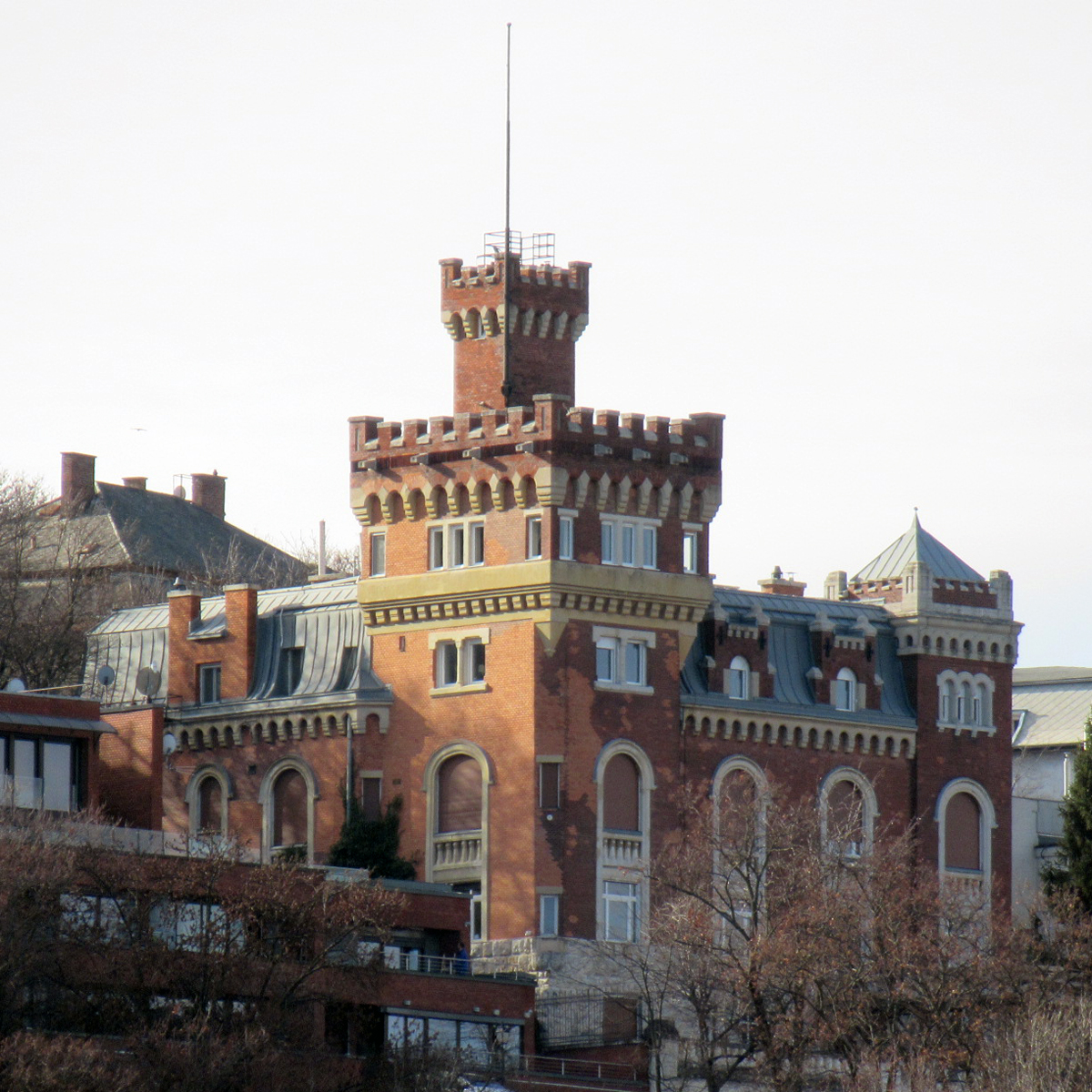
Hegedüs-villa
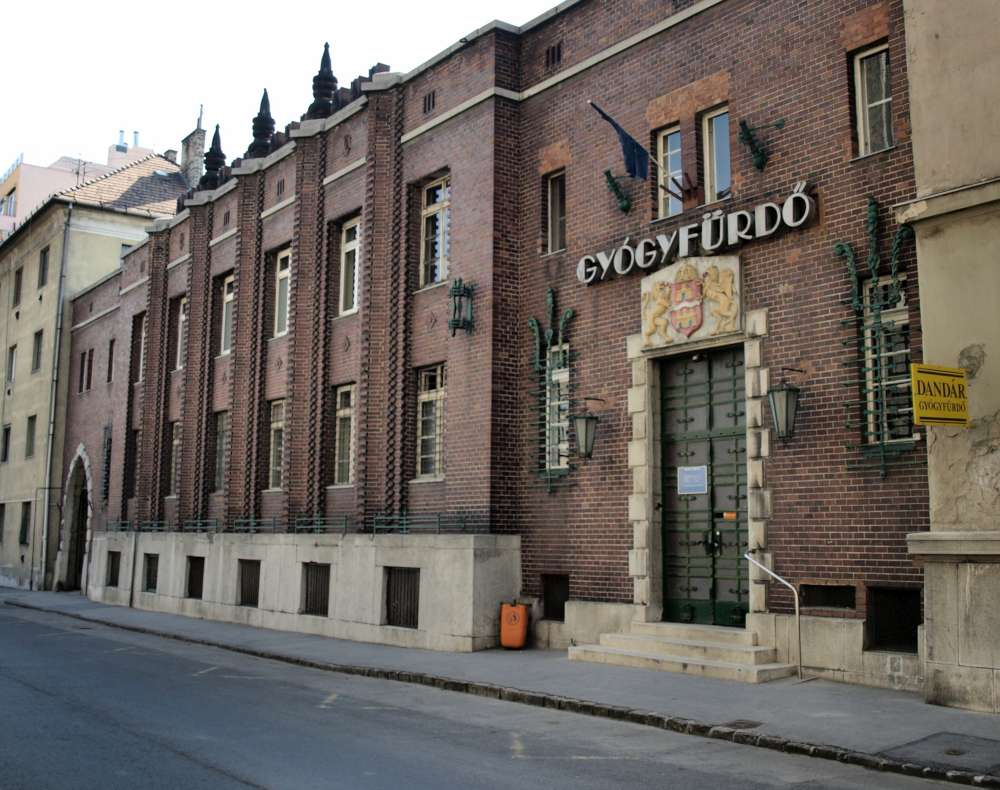
Dandár Gyógyfürdő
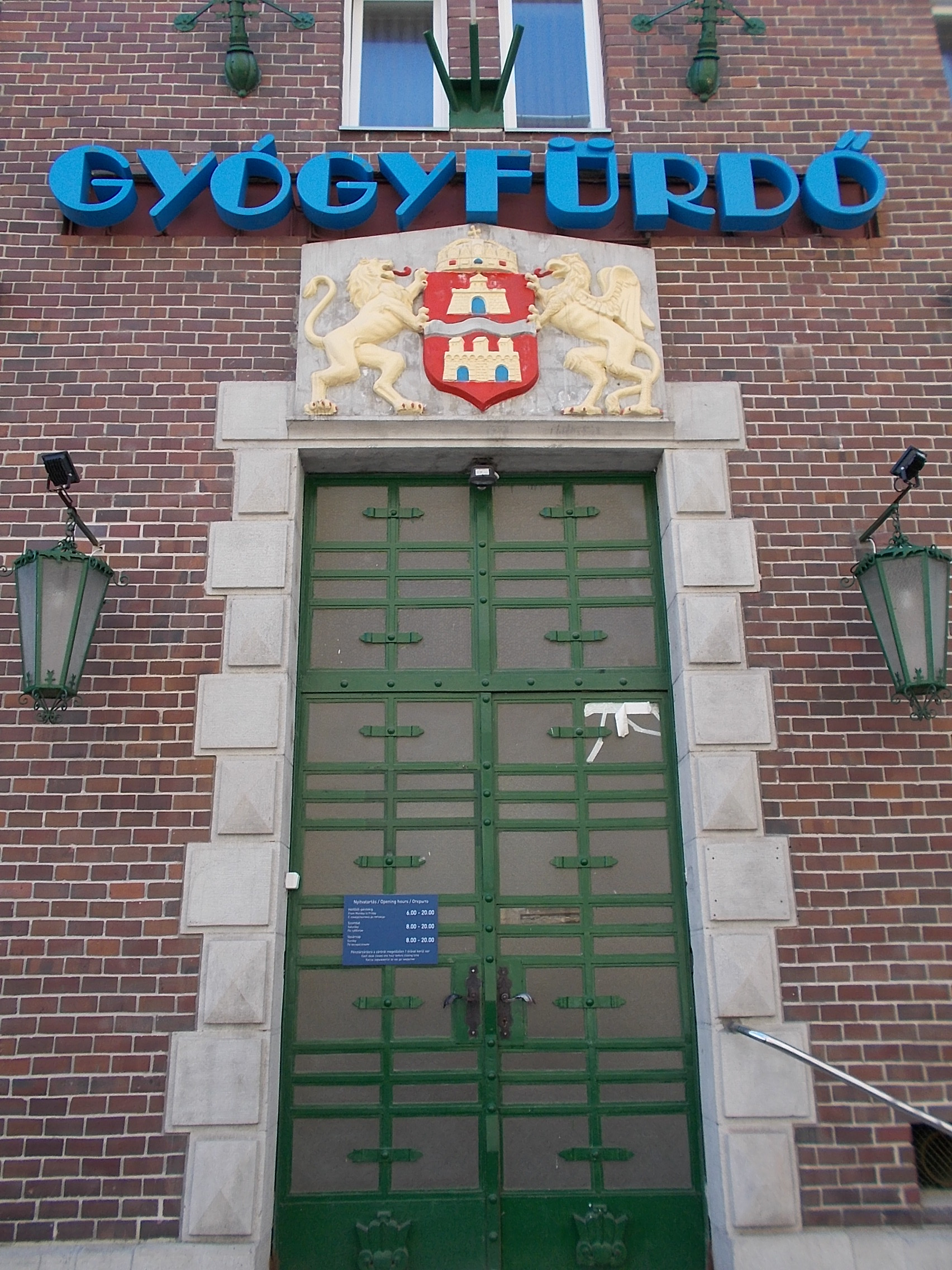
Dandár Gyógyfürdő (részlet)
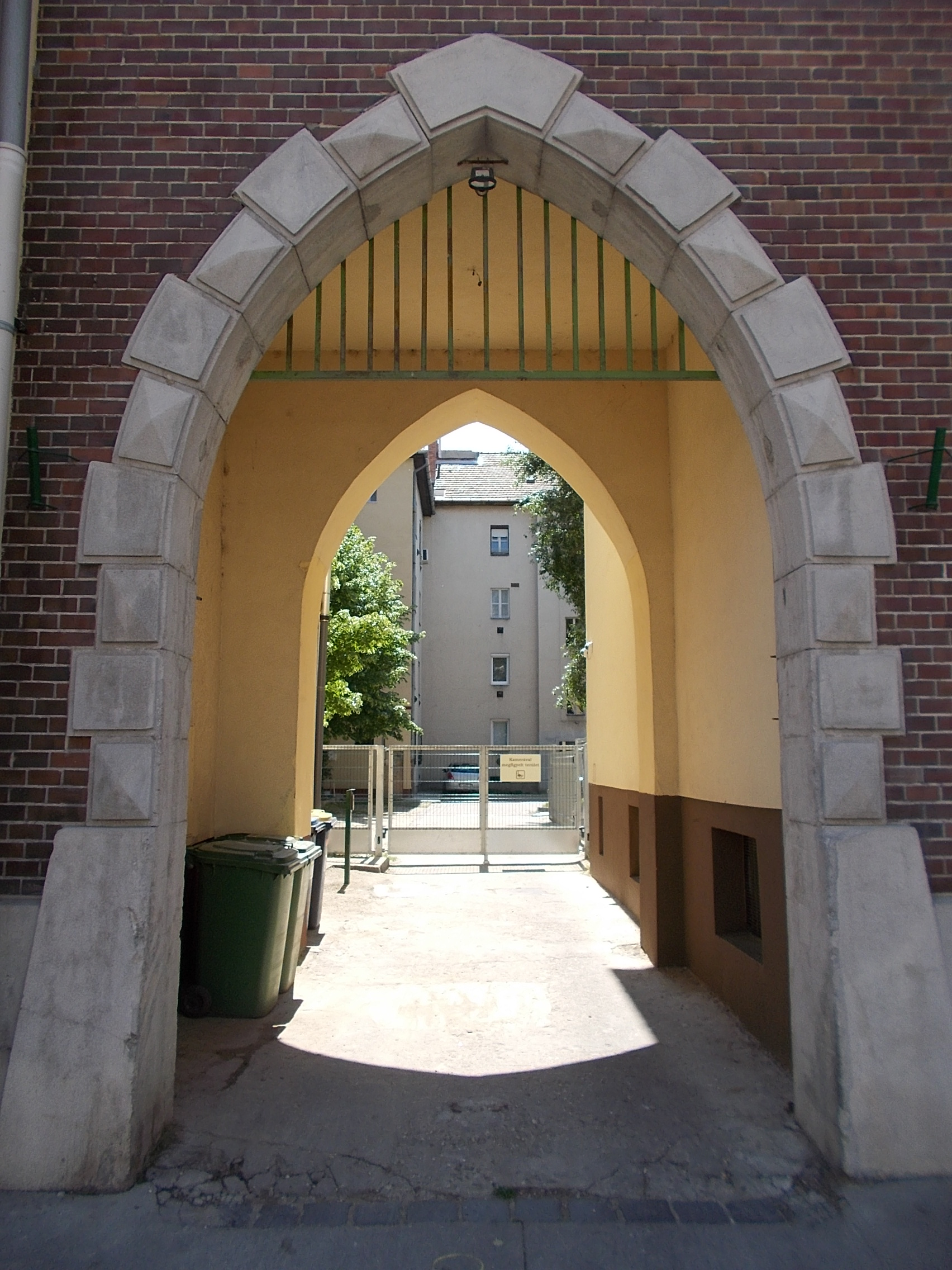
Dandár Gyógyfürdő (részlet)
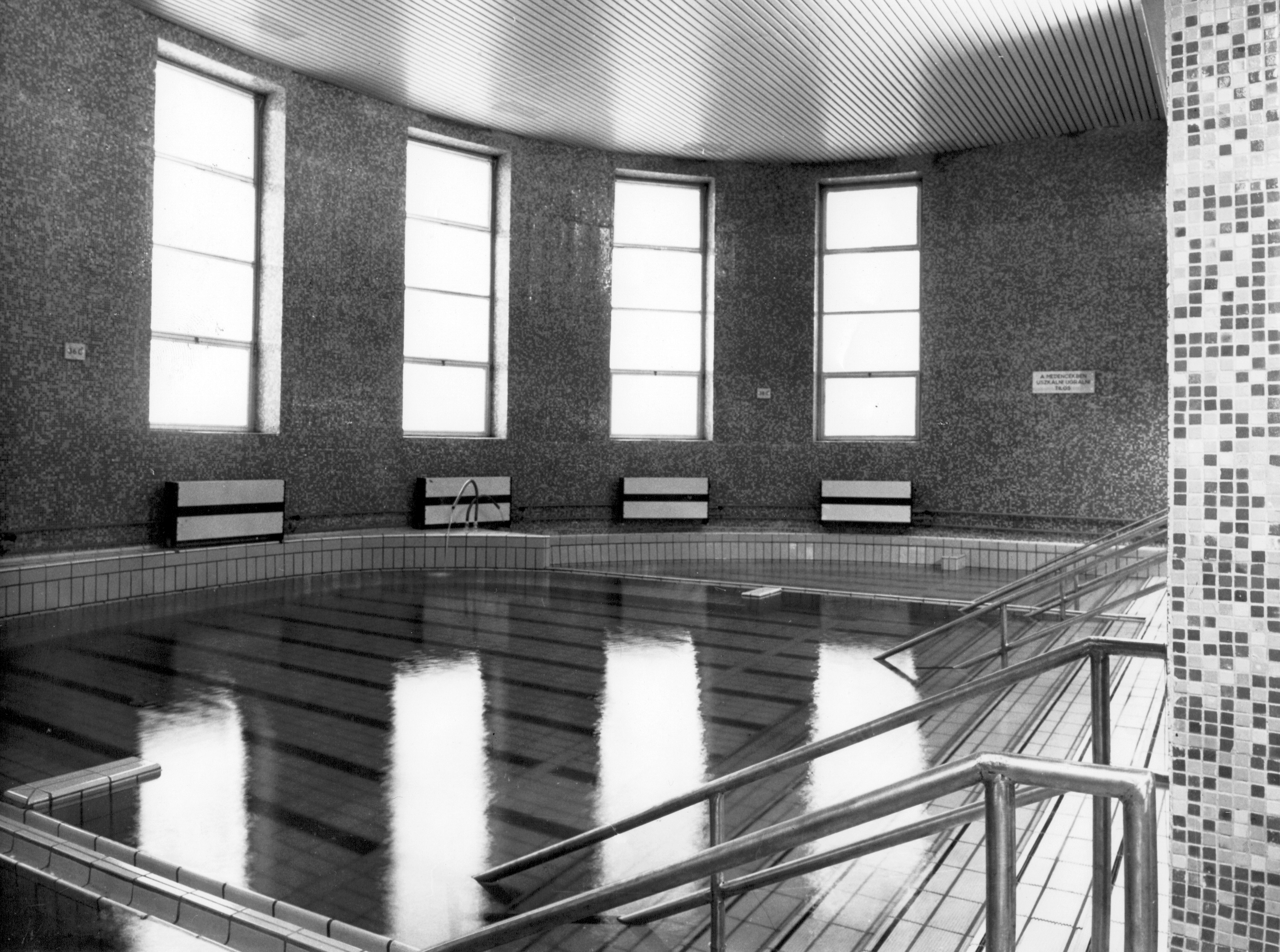
Dandár Gyógyfürdő belső (archív felvétel)
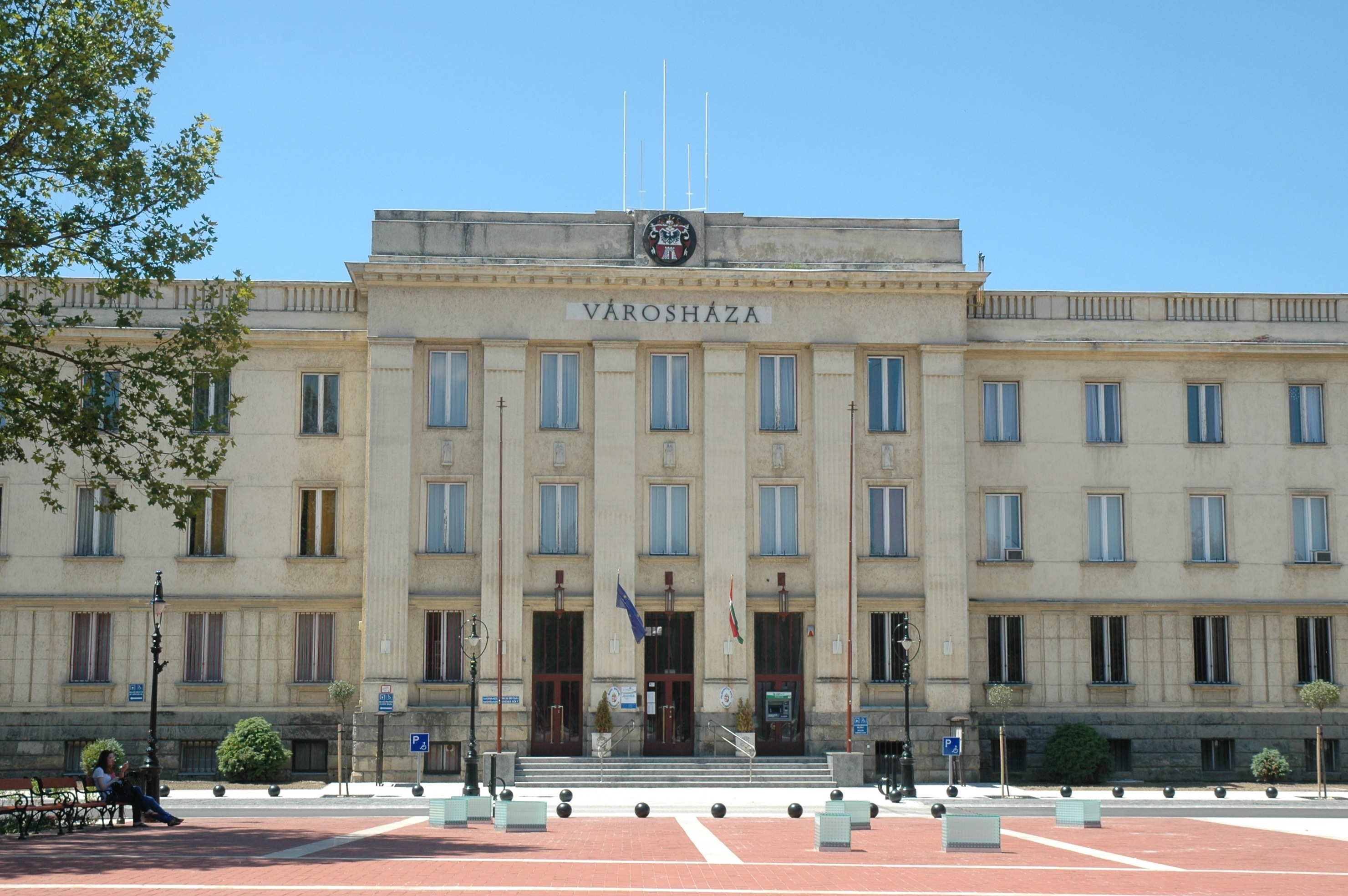
Nagykanizsai Járásbíróság